# Buluroto
Buluroto is een bestuurslaag in het regentschap Blora van de provincie Midden-Java, Indonesië. Buluroto telt 4546 inwoners (volkstelling 2010).